# 埃纳尔·利贝格
埃纳尔·利贝格（挪威語：Einar Liberg，1873年10月16日—1955年9月9日），挪威男子射击运动员。他曾代表挪威参加1908年、1912年、1920年和1924年夏季奥林匹克运动会射击比赛，获得四枚金牌、二枚银牌和一枚铜牌。